# Lijst van burgemeesters van Rijsbergen
Dit is een lijst van burgemeesters van de voormalige Nederlandse gemeente Rijsbergen vanaf begin 19e eeuw tot die gemeente op 1 januari 1997 opging in de gemeente Zundert.
| Ambtsperiode                                                      | Naam burgemeester         | Partij of stroming | Bijzonderheden                              |
| ----------------------------------------------------------------- | ------------------------- | ------------------ | ------------------------------------------- |
| 1787 - 1795                                                       | Frederik R.R. van de Wall |                    | schout                                      |
| 1795 - 1800                                                       | Johannes C. Maes          |                    | schout                                      |
| 1800 - 1813                                                       | Petrus J. Floren          |                    | schout                                      |
| 1813 - 1820                                                       | Cornelis H. van den Eeden |                    | (waarnemend) schout                         |
| 1820 - 1821                                                       | Gerard H. Floren          |                    | schout                                      |
| 1821 - 1848                                                       | Cornelis H. van den Eeden |                    | eerst (waarnemend) schout                   |
| 1848 - 1858                                                       | Petrus C.A. van der Pluym |                    |                                             |
| 1858                                                              | Cornelis Lips             |                    | waarnemend                                  |
| 1858 - 1875                                                       | Adriaan van den Broek     |                    |                                             |
| 1875 - 1914                                                       | Willem (W.M.F.) Gommers   |                    |                                             |
| 1914 - 1938                                                       | Henricus (H.L.M) Rubert   |                    |                                             |
| 1938                                                              | dr. Wouter (W.) Brokx     |                    | waarnemend, tevens burgemeester van Zundert |
| 1938 - 1974                                                       | mr. J.J.G.H. Raaymakers   |                    |                                             |
| 1974 - 1985                                                       | Toon (A.) Hartman         |                    |                                             |
| 1985 - 1997                                                       | Nico (N.J.L.) de Jaeger   | CDA                |                                             |
| 1997 Fusie met de gemeente Zundert tot de nieuwe gemeente Zundert |                           |                    |                                             |